# Alea (Argolida)
Alea este un oraș în Grecia în prefectura Argolida.